# Giffoni Valle Piana
Giffoni Valle Piana és una localitat i municipi a la Província de Salern (regió de Campània (Itàlia). L'any 2009 tenia 11.991 habitants. Limita amb els municipis d'Acerno, Calvanico, Giffoni Sei Casali, Montecorvino Pugliano, Montecorvino Rovella, Montella, Pontecagnano Faiano, Salern, San Cipriano Picentino i Serino.

## Evolució demogràfica
| Gràfica de població de Giffoni Valle Piana | Gràfica de població de Giffoni Valle Piana      | Gràfica de població de Giffoni Valle Piana |
| ------------------------------------------ | ----------------------------------------------- | ------------------------------------------ |
|                                            |                                                 |                                            |
|                                            |                                                 |                                            |
|                                            | Font: ISTAT. Elaboració gràfica de la Wikipèdia |                                            |